# Friedrich Heilmann (Politiker, 1892)
Friedrich Wilhelm Heilmann (auch Fritz Heilmann; * 1. März 1892 in Berlin; † 30. Juni 1963 in Ost-Berlin) war ein deutscher Parteifunktionär (KPD/SED) und Chefredakteur in Thüringen und anderen Orten.

## Leben

### 1892 bis 1933
Friedrich Wilhelm Heilmann war der Sohn eines Schuhmachers. Er besuchte die Volksschule (1898–1906), und  machte nach dem Schulabschluss eine Ausbildung als Vergolder und Modelleur, die er 1910 abschloss. 1907 trat er in den „Verein der Lehrlinge und jugendlichen Arbeiter Berlin“ und in den „Deutschen Holzarbeiter-Verband“ ein. Als Funktionär der Arbeiterjugend lernte er 1908 Karl Liebknecht und Rosa Luxemburg persönlich kennen. 1910 wurde er Mitglied der SPD in Weimar. Als Jugendfunktionär war er 1911–1913 in Hannover. 
Im März 1915 wurde Fritz Heilmann verhaftet, weil er Schriften der Gruppe „Internationale“ verteilt hatte, und zu neun Monaten Gefängnis verurteilt. Während seines Militärdienstes von Mai 1916 bis Dezember 1918 wurde er Mitglied des Spartakusbundes und Gründungsmitglied der Kommunistischen Partei Deutschlands. Er wurde erster Vorsitzender der Freien Sozialistischen Jugend, und ab 1922 Sekretär des Zentralkomitees der KPD. 
Seit 1924 war er Chefredakteur mehrerer der KPD-Zeitungen in Baden, Mannheim, Düsseldorf, Solingen und Gotha (Thüringer Volksblatt).
1929 und 1932 wurde Friedrich Heilmann in den Thüringer Landtag gewählt und war dort jeweils Vorsitzender der KPD-Fraktion. Mit der Machtergreifung der Nationalsozialisten 1933 nahm man ihm widerrechtlich sein Landtagsmandat. 
Von April bis August 1933 war er für die illegale Arbeit der KPD in Nordbayern verantwortlich.

### Emigration 1933 bis 1945
Friedrich Heilmann emigrierte im September 1933 in die Sowjetunion. Seit Oktober 1933 war der Mitarbeiter des Exekutivkomitees der Kommunistischen Internationale. Dort war er seit 1936 Sprecher in der Sendung für deutsche Hörer des Moskauer Rundfunks und von 1938 bis 1942 Redakteur im Verlag für fremdsprachige Literatur. 
Nach dem Überfall Deutschlands auf die Sowjetunion stellte er Agitationsmaterialien für deutsche Soldaten zusammen, war Redakteur der deutschen Zeitung Das freie Wort und von Juli 1943 bis September 1945 Sprecher und Redakteur im Sender „Freies Deutschland“ des NKFD.

### Funktionär ab 1945
1945 kehrte  Friedrich Heilmann nach Thüringen zurück und arbeitete am Wiederaufbau der KPD. 1946 wurde er Mitglied der SED und der Beratenden Landesversammlung Thüringens. Seit diesem Jahr war er auch Chefredakteur der neuen SED-Zeitung Thüringer Volk (zusammen mit dem ehemaligen SPD-Journalisten Karl Doerr).
Bei den Landtagswahlen in der SBZ 1946 wurde Friedrich Heilmann für die SED in den Thüringer Landtag gewählt. Dort war er Fraktionsvorsitzender der SED, Vorsitzender des Finanzausschusses und dritter Vizepräsident ab März 1947. Auch bei den Landtagswahlen in der DDR 1950 wurde er in den Landtag gewählt.
Von 1950 bis 1952 war Heilmann erster Vorsitzender der Gesellschaft für Deutsch-Sowjetische Freundschaft (DSF) in Thüringen. Ab 1952 hatte er die gleiche Funktion für den Bezirk Erfurt inne und war Mitglied der SED-Bezirksleitung Erfurt.
1954 bis 1957 war Friedrich Heilmann Chefredakteur der Zeitschrift Freie Welt, und  seit 1957 stellvertretender Chefredakteur der Wochenzeitung Sonntag des Kulturbundes.
Friedrich Heilmann ist auf dem Zentralfriedhof Berlin-Friedrichsfelde beigesetzt.

## Auszeichnungen
- 1946 Medaille „Für heldenhafte Arbeit im Großen Vaterländischen Krieg 1941-1945“
- 1956 Vaterländischer Verdienstorden in Silber
- 1962 Karl-Marx-Orden

## Schriften  (Auswahl)
- Zur Rolle des Senders „Freies Deutschland“ bei der Anleitung und Orientierung der antifaschistischen deutschen Widerstandsbewegung. In: Institut für deutsche Militärgeschichte (Hrsg.): Das Nationalkomitee „Freies Deutschland“ und seine militärpolitische Bedeutung. Potsdam 1963.